# 克雷斯特維尤 (加利福尼亞州)
克雷斯特維尤（英語：Crestview）是位於美國加利福尼亞州莫諾縣的一個非建制地區。該地的面積和人口皆未知。

## 地理
克雷斯特維尤的座標為37°45′09″N 118°59′04″W / 37.75250°N 118.98444°W，而該地的平均海拔高度為2292米（即7520英尺）。